# 서하남휴게소
서하남휴게소(西河南休憩所, W.Hanam Service area)는 경기도 하남시 수도권제1순환고속도로 19 (춘군동)에 위치한 수도권제1순환고속도로의 고속도로 휴게소 (간이 휴게소)이다. 그동안 수도권제1순환고속도로에 휴게소와 같은 편의 시설이 부족하다는 지적에 따라 2009년 서울외곽순환고속도로 남부 구간에 의왕청계휴게소, 구리휴게소와 함께 처음으로 개장한 간이 휴게소이다. 성남 방향에만 설치되어 있다.

### 시설
- 브랜드매장 : 세븐일레븐 (편의점)
- 정유소 : S-OIL (판교방향, 셀프주유소)
- LPG 충전소 : 없음
- 경정비소 : 없음
- 화물휴게소 : 없음
- 대표음식 : 없음
- 북위 37° 31′ 33″ 동경 127° 11′ 35″ / 북위 37.525875°  동경 127.193068°

### 전후
- 서하남 분기점 ← 서하남휴게소 ← 하남 분기점
- 의왕청계휴게소 ← 서하남휴게소 ← 시흥하늘휴게소